# Абсолютний убивця
«Абсолютний убивця» (англ. Totally Killer) — американська чорна комедія, фільм-слешер 2023 року, знятий режисеркою Нахначкою Хан за сценарієм Девіда Маталона, Саші Перл-Рейвер і Джен Д'Анджело. За сюжетом, Джеймі Г'юз повертається в часі у 1987 рік, коли на Хелловін були вбиті друзі її матері.
Фільм спродюсований Джейсоном Блумом (компанія Blumhouse Productions) та Адамом Гендріксом і Ґреґом Ґілрітом (компанія Divide/Conquer). У головних ролях знялися: Кірнан Шипка, Олівія Голт і Джулі Боуен. Прем'єра відбулася на Fantastic Fest 28 вересня 2023 року, реліз на Amazon Prime Video відбувся 6 жовтня 2023 року.

## Акторський склад
- Кірнан Шипка — Джеймі Г'юз / «Колетт»
- Олівія Голт — Пем Міллер
  - Джулі Боуен — доросла Пем Г'юз (уроджена Міллер), мати Джеймі
- Чарлі Гіллеспі — Блейк Г'юз
  - Лохлін Манро — дорослий Блейк Г'юз
- Трой Л. Джонсон — Лорен Крестон
  - Кімберлі Г'юї — доросла Лорен Крестон
- Ліана Ліберато — Тіффані Кларк
- Келсі Мавема — Амелія Крестон
- Стефі Чін-Сальво — Маріса Сонг
- Анна Діас — Гізер Ернандес
- Елла Чой — Кара Лім
  - Патті Кім — доросла Кара Лім
- Джеремі Монн-Джасґнар — Ренді Фінкл
  - Томмі Юроп — дорослий Ренді Фінкл
- Натаніель Аппіа — Даг Саммерс
  - Конрад Коутс — дорослий Даг Саммерс
- Ніколас Ллойд — Кріс Дубусейдж
  - Джонатан Поттс — дорослий Кріс Дубусейдж
- Рендалл Парк — шериф Денніс Лім
- Зак Гібсон — Лурч
  - Брендан О'Браєн — дорослий Лурч
- Енді Томпсон — містер Парр

## Виробництво
У травні 2022 року Amazon Studios і Blumhouse Television анонсували фільм Totally Killer, режисером якого стала Наначка Хан, а сценаристами — Джен Д'Анджело, Девід Маталон і Саша Перл-Рейвер. На головні ролі обрані Кірнан Шипка, Олівія Голт, Джулі Боуен, Рендалл Парк. Фільм продюсують Джейсон Блум (компанія Blumhouse Productions) та Адам Гендрікс і Ґреґ Ґілріт (компанія Divide/Conquer).
Основне знімання фільму відбувалося з 12 травня по 23 червня 2022 року у Ванкувері, Британська Колумбія (Канада).

## Випуск
Прем'єра «Абсолютного вбивці» відбулася на Fantastic Fest 28 вересня 2023 року. Він вийшов на Amazon Prime Video 6 жовтня 2023 року.

## Сприйняття
Критики оцінили фільм загалом позитивно. На вебсайті агрегатора рецензій Rotten Tomatoes 87 % із 91 відгуку критиків є позитивними із середньою оцінкою 6,5/10. Metacritic, який використовує середньозважену оцінку, поставив фільму 62 бали зі 100 на основі 16 критиків, вказуючи на «загалом схвальні» рецензії.
| Фільми | Це незавершена стаття про кінофільм. Ви можете допомогти проєкту, виправивши або дописавши її. |